# 長髮姑娘

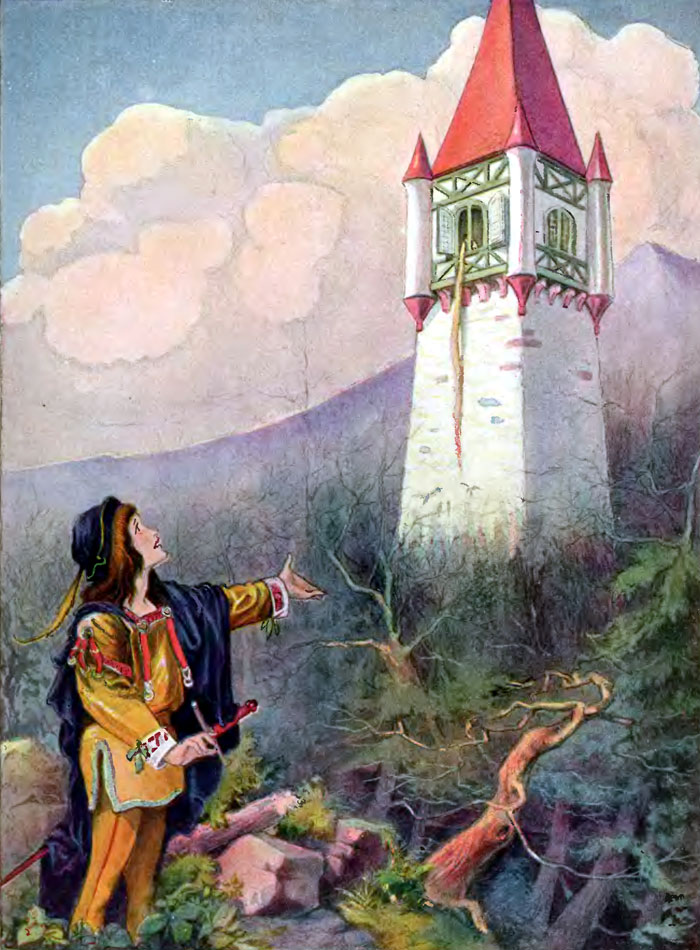
《長髮姑娘》故事中的插畫

《長髮姑娘》，又譯《萵苣姑娘》、《長髮公主》，是格林兄弟蒐集的德國童話，收錄於1812年所出版的《兒童與家庭童話集》。是廣為人知的童話故事，這個童話的場景也被許多動畫及喜劇廣泛使用。其中最著名的台詞是：「長髮姑娘，長髮姑娘，放下你的長髮。」（Rapunzel, Rapunzel, let down your hair.）長髮姑娘也是故事主人公的名字。
《長髮姑娘》是AT分類法（Aarne-Thompson）第310種「塔中少女」（The Maiden in the Tower）的寫作範例。故事包含許多童話故事常見的小場景，像是禁忌的果實、女性的花言巧語、苛刻的條件、被搶走的孩子、迷人的歌聲、看不見的監視者、王子的拯救以及治癒的淚水。安德鲁·朗格出版的童話集也收錄了《長髮姑娘》。

## 故事大綱
一對夫婦一直想要孩子，他们旁邊有巫婆的花園，花園有圍牆。有天，懷孕的妻子注意到隔壁的花園裡種了萵苣（在某些版本中被稱作rapunzel或blue radishes）。妻子極度想吃萵苣，丈夫便連續兩晚闖進花園偷摘了一些。但在第三晚丈夫偷摘萵苣後正要爬牆回家時，巫婆出現並指責丈夫的偷竊行為。被發現的丈夫苦苦哀求巫婆原諒。巫婆同意寬恕丈夫的行為並允許給他們萵苣，但妻子生產的孩子必須交給巫婆。丈夫無奈地答應。不久，妻子生了女嬰，巫婆隨即出現抱走女嬰。女嬰後來被命名為長髮姑娘（Rapunzel）。
長髮姑娘十二歲時，巫婆將她關入了森林中沒有樓梯也沒有門的塔。塔中只有一屋一窗。當巫婆要回塔時，她會站在塔下喊：
「長髮姑娘，長髮姑娘，放下你的長髮，讓我爬上金色的梯子。」（Rapunzel, Rapunzel, let down your hair, so that I may climb the golden stair.）

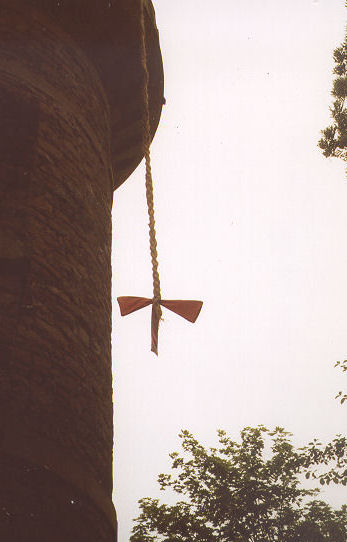
德國路德維希堡，公園中所建的長髮姑娘城堡。

在聽到之後，長髮姑娘會坐在窗邊，沿著窗邊放下她的金色長髮。巫婆便沿著綁著鉤子的長髮爬上塔來。
有天，王子騎著馬穿過森林時聽到長髮姑娘從塔裡傳來的歌聲。長髮姑娘美妙的聲音吸引了他，王子循着歌声找到囚禁長髮姑娘的塔。但是因為沒有門，王子無法進入塔裡，於是王子經常回來聽長髮姑娘唱歌。有天王子看到巫婆看望長髮姑娘后，知道了如何登塔。巫婆離去後，王子用同樣的方法讓長髮姑娘垂下頭髮。王子藉由長髮進入塔裡並結識長髮姑娘。王子要求長髮姑娘嫁給他，長髮姑娘答應了。
長髮姑娘和王子計畫要逃出高塔。為避開白天遇到巫婆，王子在每個晚上來找長髮姑娘並帶著她慢慢用絲織成梯子。在計划即將完成之前，長髮姑娘不小心讓巫婆發現計畫。在第一版的《格林童話》中，長髮姑娘天真地問巫婆為甚麼她的衣服越來越緊（懷孕）令巫婆起疑。在之後的版本，則改為長髮姑娘問為何拉別人上容易而拉巫婆上來困難。盛怒之下，巫婆將長髮姑娘的頭髮剪短並將她丟到荒野自生自滅。
当晚，當王子塔下呼喊，巫婆將辮子垂下並將王子拉上塔。王子登上塔后大吃一驚，他找不到長髮姑娘却看到巫婆。憤怒的巫婆告訴王子，他再也見不到長髮姑娘。王子情急下跳窗而逃並被塔下的荊棘刺瞎。
接下來的幾個月，王子在鄉間的溼地附近流浪。在此同時，長髮姑娘生了龍鳳胎。有一天，當長髮姑娘一面唱歌一面在河邊提水時，王子又聽到長髮姑娘的歌聲。兩人重逢，互相擁抱時長髮姑娘的眼淚讓王子重見光明，并告訴王子巫婆已死。最後王子帶著長髮姑娘和龍鳳胎回國，從此過著幸福快樂的生活。

## 評論
故事中，巫婆被稱作Mother Gothel，是德文中教母常見的稱呼，意指過度保護的父母。
對於長髮姑娘的母親，由於當時民間的觀念認為拒絕孕婦所渴望的食物是危險的事，所以家庭成員多會盡力來滿足這種需求。這種需求通常表示對維他命攝取的需求。
对比格林童话1812年和1857年版，可以发现在后者中，巫婆被塑造成更负面的角色，而性暗示的情节被删除替换。原始版本偷情的洩露是由于姑娘怀孕后询问巫婆为何衣服尺寸不合，在后者中则被替换成询问为何巫婆比王子重。不过两者都提到姑娘生了双胞胎。

## 各國不同的版本
義大利的卡爾維諾（Italo Calvino）所著的《義大利民間故事》中《加那利王子》有類似的情節，描述由於繼母忌妒被囚禁在塔裡的公主。
德國《綠皮童話書》中Puddocky也以女孩因偷食物落入巫婆手中作為開場。但想吃食物的是女孩自己，而去偷的則是女孩母親。義大利童話《夏枯草》也有女孩因偷食物而被巫婆抓到的類似情節。

## 「Rapunzel」所指植物

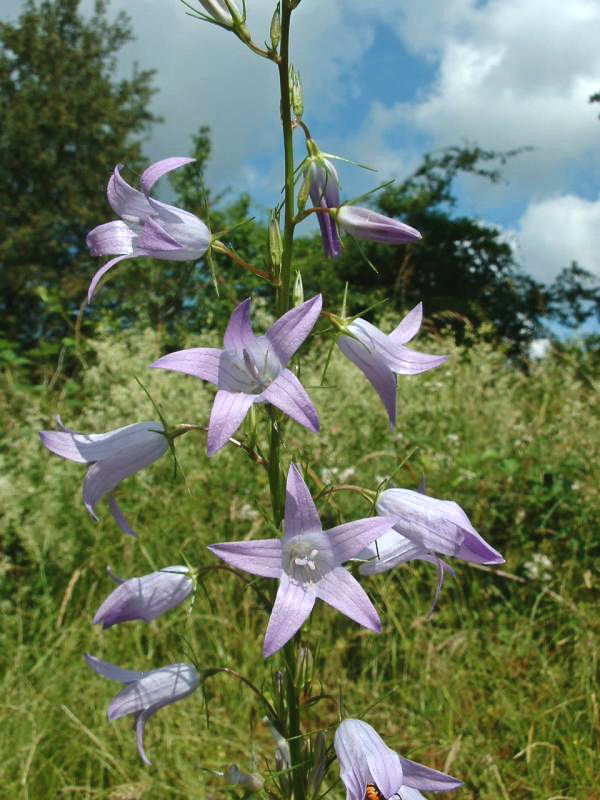
桔梗花，疑似是Rapunzel的植物

由格林兄弟的童話集本身很難知道文中「Rapunzel」指的究竟是哪種植物，以下是可能的植物：
1. 萵苣纈草（Valerianella locusta），或稱野苣、羊萵苣。
2. 牧根草风铃草（Campanula rapunculus），在德語中也稱做Rapunzel-Glockenblume（德语：Rapunzel-Glockenblume）。
3. 牧根草（Phyteuma spicata），在德語中也稱做Ährige Teufelskralle（見圖 （页面存档备份，存于））。

## 動畫
長髮姑娘已出现在下列動畫：
- 1987年－1989年日本動畫公司製作的電視動畫《格林名作劇場》，其中一集也有出現長髮姑娘。
- 2002年芭比動畫《長髮公主芭比》（Barbie as Rapunzel），長髮芭比為主角（由凱莉·雪琳登（英语：Kelly Sheridan）配音）。
- 2007年夢工廠動畫《史瑞克三世》（Shrek the Third），長髮公主為配角（由瑪婭·鲁道夫（英语：Maya Rudolph）配音），在該片中與壞心的白馬王子同夥的公主，當小木偶順著她的長髮滑下來時，發現她其實是光頭，戴著假髮。
- 2010年華特迪士尼經典動畫長片《魔髮奇緣》（Tangled），長髮姑娘「樂佩公主」為女主角（由曼蒂·摩爾配音）。

## 外部連結
- SurLaLune Fairy Tales网站上的《长髮姑娘》（附注），包括《长髮姑娘》故事不同版本的参考资料，历史，插图等
- D.L. Ashliman's Grimm Brothers网站 （页面存档备份，存于）. 故事分类根据Antti Aarne和Stith Thompson，《The Types of the Folktale: A Classification and Bibliography》（Helsinki，1961）.
- 1812年和1857年版本的比較 （页面存档备份，存于）
- "Rapunzel" by William Morris
- Fairyland Rapunzel